# Mesosa pieli
Mesosa pieli är en skalbaggsart som beskrevs av Maurice Pic 1936. Mesosa pieli ingår i släktet Mesosa och familjen långhorningar. Inga underarter finns listade i Catalogue of Life.